# 弦楽四重奏曲 ヘ長調 Hess 34
弦楽四重奏曲 ヘ長調 Hess 34 は、ルートヴィヒ・ヴァン・ベートーヴェンが自作の『ピアノソナタ第9番 ホ長調 作品14-1』を弦楽四重奏用に編曲した室内楽曲である。

## 概要
元となったピアノソナタは1797年から98年にかけて作曲され、ヨゼフィーネ・フォン・ブラウン男爵夫人に捧げられた。1802年7月13日付け、ライプツィヒのブライトコプフ・ウント・ヘルテル社宛の手紙で、「モーツァルトのピアノ曲をもし他の器楽用に編曲するとすれば、それができるのはモーツァルト自身ただ一人だけである。私の作品についても同じことを主張する。」とベートーヴェンは述べている。ピアノ作品から弦楽四重奏曲への編曲がそのころ流行しており、是非ともという求めに応じて、たった1曲だけ自作のピアノソナタを編曲したという。

## 曲の構成
全3楽章。全ての楽章が元となったピアノソナタよりも半音高く編曲されている。
- 第1楽章 アレグロ・モデラート
ヘ長調、4分の4拍子、ソナタ形式。
明るい第1主題と、半音階的な第2主題による。提示部では弱奏だが、再現部では強奏になっている。

- 第2楽章 アレグレット
ヘ短調 - 変ニ長調、4分の3拍子。
メヌエット風の楽章。トリオの主題を用いたコーダが付いている。

- 第3楽章 アレグロ
ヘ長調、2分の2拍子、ロンドソナタ形式。
第1主題が再現されるときに、シンコペーションで変奏されている。

## 参考資料
- 『スメタナ四重奏団　ベートーヴェン：弦楽四重奏曲第14番・ヘ長調』（COCO70682）のブックレット。（解説：幸松肇）